# Экстрём, Йонни
Йонни Экстрём (швед. Johnny Ekström; родился 5 марта 1965 года в Каллебаке, Швеция) — шведский футболист, нападающий. Известен по выступлениям за «Гётеборг» и сборную Швеции. Участник чемпионата Европы 1992 и чемпионата мира 1990 годов.

## Клубная карьера
Экстрём — воспитанник футбольной академии клуба «Гётеборг». В 1984 году он дебютировал в Аллсвенскан лиге. В том году Йонни принял участие всего в одном матче, но несмотря на столь скромный вклад, он получил золотую медаль чемпионата. В 1986 году Экстрём перешёл в итальянский «Эмполи». Через два года клуб вылетел в Серию B и Йонни перешёл в немецкую «Баварию». 23 июля в матче против «Айнтрахта» он дебютировал в Бундеслиге. В первом же сезоне Экстрём помог клубу дойти до полуфинала Кубка УЕФА и стать чемпионом.
В 1989 году Йонни перешёл во французский «Канн». Во втором своём сезоне в Лиге 1 он проиграл конкуренцию Яннику Стопира и Брюно Беллону. В 1991 году Экстрём вернулся в «Гётеборг» и во второй раз стал чемпионом Швеции, а также помог команде завоевать национальный кубок. После ухода из родного клуба в 1993 году Йонни без особого успеха выступал за итальянскую «Реджану» и испанский «Бетис».
В 1994 году Экстрём перешёл в дрезденское «Динамо», но после его вылета оказался в «Айнтрахте» из Франкфурта-на-Майне. В команде он был футболистом ротации и редко выходил в основе. В 1997 году Йонни в третий раз вернулся в «Гётеборг», где и завершил карьеру по окончании сезона.

## Международная карьера
1 мая 1986 года в товарищеском матче против сборной Греции Экстрём дебютировал за сборную Швеции. В 1990 году Йонни впервые выступил на Чемпионате мира в Италии. Он сыграл во встречах против сборных Коста-Рики и Шотландии, забив победный гол в матче с последними. Через два года Экстрём принял участие в домашнем Чемпионате Европы. На турнире он участвовал в матчах с командами Дании, Англии и Германии. Шведы завоевали бронзовые медали.
В 1994 году Йонни во второй раз поехал на Чемпионат мира в США. Он принял участие в матчах против сборных Саудовской Аравии, России, Камеруна, Румынии, Болгарии и дважды Бразилии. Роланд завоевал бронзовые медали первенства.

## Достижения
Командные
 «Гётеборг»
- Чемпионат Швеции по футболу — 1984
- Чемпионат Швеции по футболу — 1992
- Обладатель Кубка Швеции — 1992

 «Бавария»
- Чемпионат Германии по футболу — 1989

Международные
 Швеция
- Чемпионат Европы по футболу — 1992

Индивидуальные
- Лучший бомбардир Аллсвенскан лиги — 1986